# Kidnap (2017)
Kidnap is een Amerikaanse film uit 2017, geregisseerd door Luis Prieto met Halle Berry in de hoofdrol.

## Verhaal
Karla Dyson (Halle Berry) is met haar zesjarige zoon Frankie in een pretpark. Wanneer ze hem uit het oog verliest, gaat ze op zoek en ziet ze nog net dat hij in een oude blauwe Ford Mustang zonder nummerplaat meegenomen wordt. Ze zet de achtervolging in waarbij ze echter haar telefoon verliest. Ze komt te weten dat een echtpaar Margo en Terry verantwoordelijk is voor de kidnapping van haar zoon en ze eisen losgeld van haar. Nadat ze aangifte gedaan heeft op het politiekantoor vreest ze dat haar kind niet zal gevonden worden en gaat ze zelf op zoek naar de kidnappers.

## Rolverdeling
| Acteur               | Personage                                       |
| -------------------- | ----------------------------------------------- |
| Halle Berry          | Karla Dyson                                     |
| Sage Correa          | Frankie Dyson                                   |
| Lew Temple           | Terrence "Terry" Vicky, de mannelijke kidnapper |
| Chris McGinn         | Margo, de vrouwelijke kidnapper                 |
| Dana Gourrier        | Deputy Sheriff                                  |
| Jason Winston George | David                                           |

## Productie
De filmopnamen gingen van start op 27 oktober 2014 in New Orleans, Louisiana en midden november werd er gefilmd in Slidell. Het filmen eindigde op 7 december 2014. De filmpremière werd eerst aangekondigd voor 25 september 2015 maar werd verschoven naar 26 februari 2016 wegens financiële problemen. De filmpremière werd daarna nog verscheidene malen verplaatst. De geplande filmpremière op 10 maart 2017 ging niet door omdat Relativity Studios de filmrechten kwijt was. Aviron Pictures werd de nieuwe distributeur die de film in augustus 2017 in de zalen uitbracht.
De film ging op 31 juli 2017 in première in het Arclight Hollywood en kwam op 4 augustus uit in de bioscopen in de Verenigde Staten.